# Presidente del Consejo de Ministros
Ciertas constituciones (o los usos en vigor) dan el título de Presidente del Consejo de Ministros (o Presidente del Consejo) al Jefe del gobierno.
Con frecuencia, la expresión Primer ministro (o incluso la palabra Premier, tomada del francés por varias lenguas), es usualmente utilizada en los medios masivos de comunicación como una simplificación o una expresión abreviada. Recorriendo Internet, pueden encontrarse frecuentes usos del término Premier en distintos tipos de documentos, tanto dentro de Wikipedia (como por ejemplo en los artículos Incidente del zapato, Relaciones Cuba-Unión Soviética, Liga Premier de Rusia) como fuera de dicho espacio enciclopédico (como por ejemplo en las referencias que se indican seguidamente:).

## Bosnia-Herzegovina
El jefe del gobierno de Bosnia-Herzegovina tiene por título (fijado por la constitución) Presidente del Consejo de Ministros (Predsjedavajući Vijeća ministara), aunque habitualmente es llamado Premier, como en Francia; para verificación, consúltese por ejemplo la lista de Jefes de Estado y de Gobierno en el poder, o consúltense por ejemplo los documentos cuyas referencias se indican:.

## Brasil
El jefe de gobierno del Imperio del Brasil, a partir de 1847, fue denominado Presidente del Consejo de Ministros (Presidente do Conselho de Ministros). Y entre 1961 y 1963, el parlamentarismo fue restablecido en dicho país, con un Presidente del Consejo como su jefatura. Consúltense por ejemplo los documentos cuyas referencias se indican seguidamente:.

## Cuba
Después de 1976, el cargo de Jefe de Estado (Presidente del Consejo de Estado o Presidente del Consejo de Estado de Cuba) recae en la misma persona que se desempeña como jefe del gobierno (Presidente del Consejo de Ministros o Presidente del Consejo de Ministros de Cuba).

## España
De 1833 a 1873, y luego de 1874 a 1939, el Presidente del Consejo de Ministros fue el jefe de gobierno de la Monarquía constitucional y de la Segunda República.
Durante la Primera República Española, los gobernantes ocuparon el cargo de Presidente del Poder Ejecutivo, por el que se les reconocía como Jefes de Estado y de Gobierno al mismo tiempo.
Técnicamente los jefes de Gobierno en España se llamaron Presidentes del Consejo de Ministros, desde la aprobación del Estatuto Real de 1834 hasta la Dictadura franquista; luego el nombre cambió a Presidentes del Gobierno, término mucho más utilizado actualmente.

## Francia
En Francia, el Presidente del Consejo ha sido el jefe del gobierno en varios períodos, y entre ellos, los correspondientes a la Tercera República y a la Cuarta República.

## Hungría
Bajo la República Popular de Hungría (1949-1990), el Presidente del Consejo de Ministros (Minisztertanács elnöke) era el Jefe del gobierno.

## Italia
El Jefe del gobierno italiano es el Presidente del Consejo de Ministros (Presidente del Consiglio dei ministri), aunque con frecuencia se le llama Premier, expresión abreviada francesa que significa Premier ministre.

## Líbano
El jefe del gobierno libanés tiene por título constitucional Presidente del Consejo de Ministros (en francés président du Conseil des ministres), aunque frecuentemente es llamado Primer ministro en los medios de prensa y en las conversaciones corrientes.

## Luxemburgo
El jefe del gobierno luxemburgués es llamado, según la constitución grand-ducale de 1848 a 1857, Presidente del Consejo; y de 1857 a 1989 recibió el calificativo de Presidente del gobierno. Con posterioridad a 1989, el título oficial de aplicación es Primer ministro, que aún antes de esa fecha era de empleo habitual en los medios de comunicación.

## Perú
Habitualmente llamado Premier o Primier Ministro el Presidente del Consejo de Ministros del Perú preside el Consejo de Ministros del Perú en ausencia del Presidente del Perú. Este cargo depende directamente de Presidencia, ya que el [Perú] tiene un [Presidencialismo|régimen presidencial.

## Polonia
El jefe del gobierno polaco, por título constitucional, es llamado Presidente del Consejo de Ministros (Prezes Rady ministrów), pero habitualmente es citado o referido con el vocablo Premier, término obviamente tomado del francés, y que es una abreviación de Premier ministre.

## Portugal
De 1834 a 1910, y más tarde de 1933 a 1974, el título de jefe del gobierno portugués fue el de Presidente del Consejo de Ministros (Presidente do Conselho de Ministros).

## República Democrática Alemana
Bajo la República Democrática Alemana (1949–1990), el jefe del gobierno fue el Presidente del Consejo de Ministros (Vorsitzender des Ministerrats).

## Rumania
El título de jefe de gobierno fue el de Presidente del Consejo de Ministros (Preşedintele Consiliului de Miniştri), desde la unificación de los principados de Moldavia y de Valaquia en 1862 y hasta 1947 (año en el que se estableció el régimen comunista).

## Unión de Repúblicas Socialistas Soviéticas
El título de Presidente del Consejo de Ministros de URSS comenzó a usarse en 1946 para designar a Iósif Stalin, jefe del Consejo de Ministros de la Unión Soviética (Совет Министров СССР), antes llamado Consejo de comisarios del pueblo de la RSFSR (1917-1923), y que luego fuera llamado URSS (1923-1946). En 1991, el jefe del gobierno fue brevemente llamado Primer Ministro de la URSS.